# Krasnyj prospiekt
Krasnyj prospiekt (ros. Красный проспект) – jedna ze stacji linii Leninskiej, znajdującego się w Nowosybirsku systemu metra.

## Charakterystyka
Położona w nowosybirskim rejonie centralnym, została otwarta 7 stycznia 1986 roku. Znajdująca się w centrum miasta, w pobliżu najważniejszych arterii komunikacyjnych miasta - Czerwonego (Krasnego) Prospektu, ulicy Gogola. W jej pobliżu znajduje się m.in. Nowosybirski Cyrk oraz sobór Wniebowstąpienia Pańskiego. Peron stacji dekorowany jest kolumnami z płytek, sprawiających wrażenie złota. Oprócz nich bogata ornamentyka w barwach brązu z czasów sowieckich, przedstawiająca komunistyczną symbolikę (sierpy, młoty itp.), a także wychwalająca potęgę oręża Armii Czerwonej. Elementy dekoracyjne mają także przedstawiać rozwój Nowosybirska w czasach sowieckich, jego przekształcenie się z prowincjonalnego miasta w wielomilionową metropolię. Ściany wyłożone czerwonym marmurem. Do 1991 r. była to stacja początkowa linii - stąd pozostała tu jeszcze pewna liczba tuneli, które umożliwiały zawracanie pociągom.
Ze stacji Krasnyj prospiekt pasażerowie mają możliwość przejścia na znajdującą się nieopodal stację Sibirską, należącą do drugiej linii nowosybirskiego metra. Tym samym jest to stacja przesiadkowa pomiędzy linią Leninską i Dzierżyńską.